# Eurodryas comacina
Eurodryas comacina är en fjärilsart som beskrevs av Turati 1910. Eurodryas comacina ingår i släktet Eurodryas och familjen praktfjärilar. Inga underarter finns listade i Catalogue of Life.